# لوئیس لکاوالیر
لوئیس لکاوالیر (به انگلیسی: Louise Lecavalier) (زاده ۳ اکتبر ۱۹۵۸) رقصنده، بازیگر کانادایی است.
از فیلم‌های معروف او می‌توان به بازی در فیلم روزهای عجیب و غریب اشاره کرد.